# Stubbarp

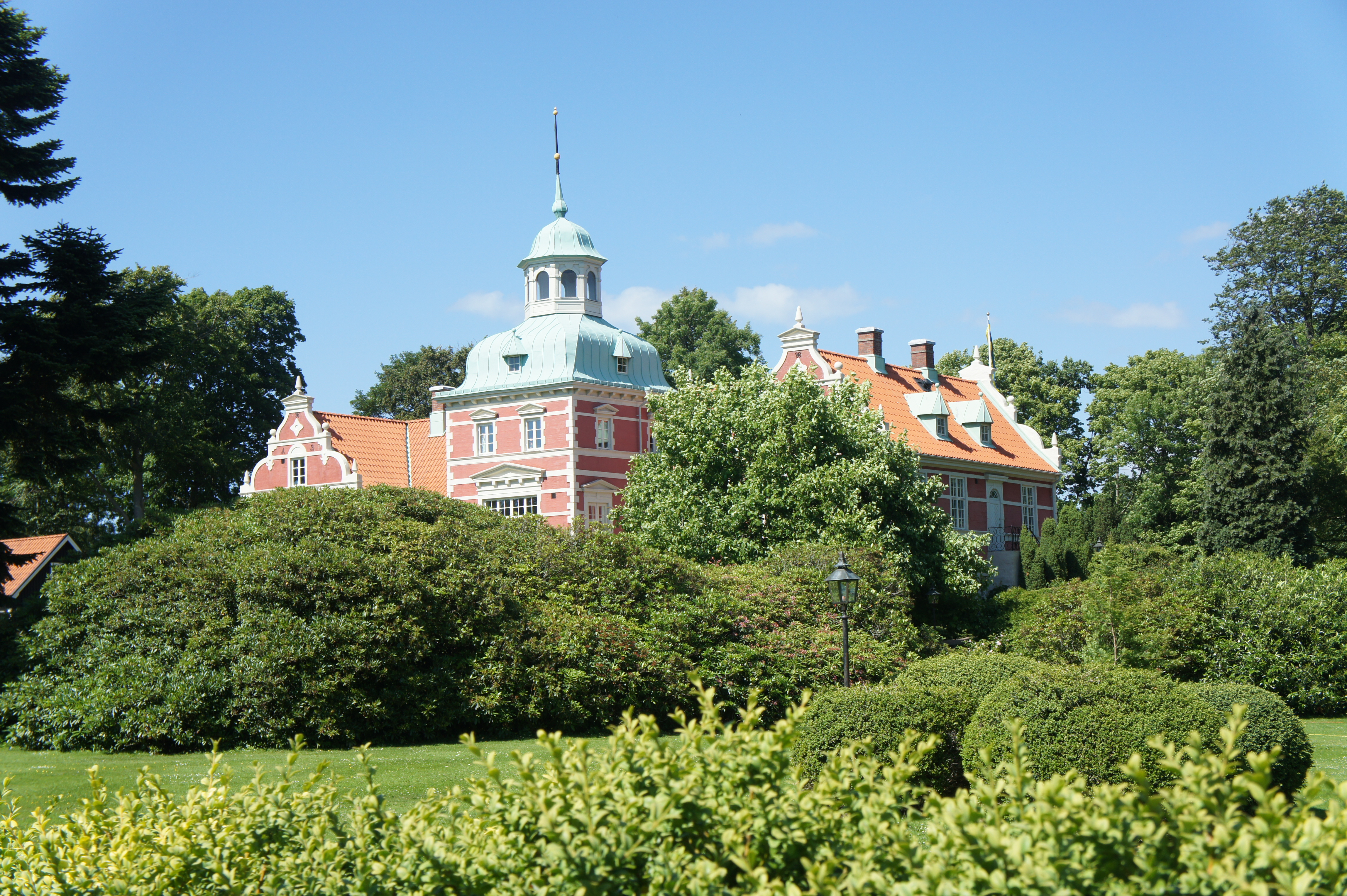
Stubbarps herrgård

Stubbarp är en herrgård, belägen på åkerplatån ovanför Arild, strax öster om Balderup i Brunnby socken i Höganäs kommun. 
Stubbarp är byggt av överste Peter Sjöcrona (1802–1864) i holländsk renässansstil och stod färdigt år 1852. Arkitekt var Ferdinand Meldahl. Bland senare ägare märks prins Carl, som ägde herrgården under delar av 1906.
Stubbarp var enligt traditionen boplatsen för Sankt Arild, hans bror Tore, samt deras mor och styvfar. Enligt sägnen mördades bröderna av styvfadern. Modern lät bygga Arilds kapell nära platsen där Arild flöt iland.